# Lista de campeões da Fórmula 1

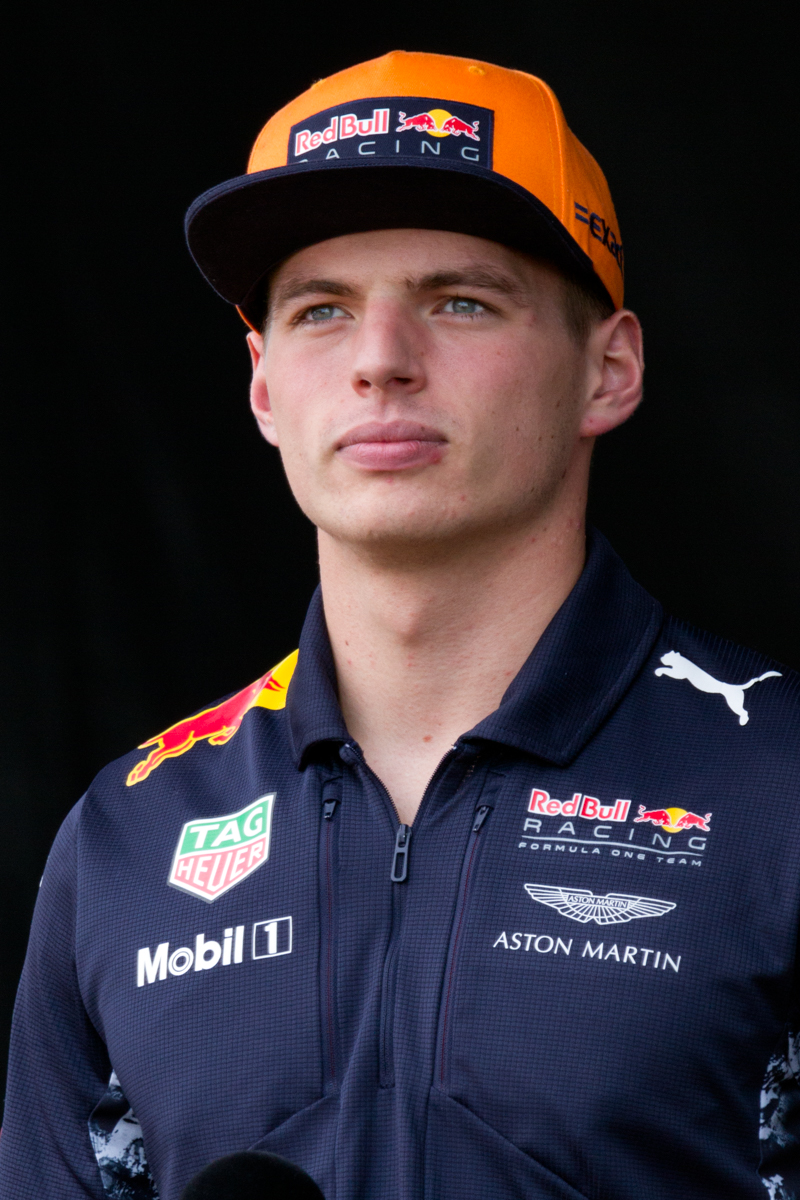
O neerlandês Max Verstappen, é o atual campeão da categoria, pela Red Bull.

 O Campeonato Mundial de Pilotos de Fórmula 1 é um prêmio atribuído pela Federação Internacional de Automobilismo (FIA) para o mais bem-sucedido piloto de Fórmula 1 durante uma temporada, determinado por um sistema de pontos baseados em resultados de Grandes Prêmios, sendo atualmente a categoria mais famosa de automobilismo.
Em um total de 75 temporadas, 34 pilotos conquistaram o título mundial de pilotos, sendo o alemão Michael Schumacher e o inglês Lewis Hamilton, os maiores vencedores com 7 títulos cada um. O alemão Michael Schumacher também detém o recorde de títulos consecutivos, com 5 vitórias entre 2000 e 2004. Além disso, também é o que garantiu o título com mais corridas de antecendência: 6 em 2002.

## Por temporada
| Legenda | Legenda                                                                     |
| ------- | --------------------------------------------------------------------------- |
|         | A equipe também venceu o Campeonato de Construtores (concedido desde 1958). |

| Ano      | Piloto             | Equipe      | Motor      | Pneu | Poles | Vitórias | Pódios | Voltas rápidas | Pontos | Conquistado         | Margem (pts) |
| -------- | ------------------ | ----------- | ---------- | ---- | ----- | -------- | ------ | -------------- | ------ | ------------------- | ------------ |
| 1950     | Nino Farina        | Alfa Romeo  | Alfa Romeo | P    | 2     | 3        | 3      | 3              | 30     | Corrida 7 de 7      | 3            |
| 1951     | Juan Manuel Fangio | Alfa Romeo  | Alfa Romeo | P    | 4     | 3        | 5      | 5              | 31     | Corrida 8 de 8      | 6            |
| 1952 [1] | Alberto Ascari     | Ferrari     | Ferrari    | F    | 5     | 6        | 6      | 6              | 36     | Corrida 6 de 8      | 12           |
| 1952 [1] | Alberto Ascari     | Ferrari     | Ferrari    | P    | 5     | 6        | 6      | 6              | 36     | Corrida 6 de 8      | 12           |
| 1953 [1] | Alberto Ascari     | Ferrari     | Ferrari    | P    | 6     | 5        | 5      | 4              | 34.5   | Corrida 8 de 9      | 6.5          |
| 1954     | Juan Manuel Fangio | Maserati    | Maserati   | P    | 5     | 6        | 7      | 3              | 42     | Corrida 7 de 9      | 16.86        |
| 1954     | Juan Manuel Fangio | Mercedes[2] | Mercedes   | C    | 5     | 6        | 7      | 3              | 42     | Corrida 7 de 9      | 16.86        |
| 1955     | Juan Manuel Fangio | Mercedes    | Mercedes   | C    | 3     | 4        | 5      | 3              | 40     | Corrida 6 de 7      | 16.5         |
| 1956     | Juan Manuel Fangio | Ferrari     | Ferrari    | E    | 6     | 3        | 5      | 4              | 30     | Corrida 8 de 8      | 3            |
| 1957     | Juan Manuel Fangio | Maserati    | Maserati   | P    | 4     | 4        | 6      | 2              | 40     | Corrida 6 de 8      | 15           |
| 1958     | Mike Hawthorn      | Ferrari     | Ferrari    | E    | 4     | 1        | 7      | 5              | 42     | Corrida 11 de 11    | 1            |
| 1959     | Jack Brabham       | Cooper      | Climax     | D    | 1     | 2        | 5      | 1              | 31     | Corrida 9 de 9      | 4            |
| 1960     | Jack Brabham       | Cooper      | Climax     | D    | 3     | 5        | 5      | 3              | 43     | Corrida 8 de 10     | 9            |
| 1961     | Phil Hill          | Ferrari     | Ferrari    | D    | 5     | 2        | 6      | 2              | 34     | Corrida 7 de 8      | 1            |
| 1962     | Graham Hill        | BRM         | BRM        | D    | 1     | 4        | 6      | 3              | 42     | Corrida 9 de 9      | 12           |
| 1963     | Jim Clark          | Lotus       | Climax     | D    | 7     | 7        | 9      | 6              | 54     | Corrida 7 de 10     | 21           |
| 1964     | John Surtees       | Ferrari     | Ferrari    | D    | 2     | 2        | 6      | 2              | 40     | Corrida 10 de 10    | 1            |
| 1965     | Jim Clark          | Lotus       | Climax     | D    | 6     | 6        | 6      | 6              | 54     | Corrida 7 de 10     | 14           |
| 1966     | Jack Brabham       | Brabham     | Repco      | G    | 3     | 4        | 5      | 1              | 42     | Corrida 7 de 9      | 14           |
| 1967     | Denny Hulme        | Brabham     | Repco      | G    | 0     | 2        | 8      | 2              | 51     | Corrida 11 de 11    | 5            |
| 1968     | Graham Hill        | Lotus       | Ford       | F    | 2     | 3        | 6      | 0              | 48     | Corrida 12 de 12    | 12           |
| 1969     | Jackie Stewart     | Matra       | Ford       | D    | 2     | 6        | 7      | 5              | 63     | Corrida 8 de 11     | 26           |
| 1970     | Jochen Rindt       | Lotus       | Ford       | F    | 3     | 5        | 5      | 1              | 45     | Corrida 12 de 13[3] | 5            |
| 1971     | Jackie Stewart     | Tyrrell     | Ford       | G    | 6     | 6        | 7      | 3              | 62     | Corrida 8 de 11     | 29           |
| 1972     | Emerson Fittipaldi | Lotus       | Ford       | F    | 3     | 5        | 8      | 0              | 61     | Corrida 10 de 12    | 16           |
| 1973     | Jackie Stewart     | Tyrrell     | Ford       | G    | 3     | 5        | 8      | 1              | 71     | Corrida 13 de 15    | 16           |
| 1974     | Emerson Fittipaldi | McLaren     | Ford       | G    | 2     | 3        | 7      | 0              | 55     | Corrida 15 de 15    | 3            |
| 1975     | Niki Lauda         | Ferrari     | Ferrari    | G    | 9     | 5        | 8      | 2              | 64.5   | Corrida 13 de 14    | 19.5         |
| 1976     | James Hunt         | McLaren     | Ford       | G    | 8     | 6        | 8      | 2              | 69     | Corrida 16 de 16    | 1            |
| 1977     | Niki Lauda         | Ferrari     | Ferrari    | G    | 2     | 3        | 10     | 3              | 72     | Corrida 15 de 17    | 17           |
| 1978     | Mario Andretti     | Lotus       | Ford       | G    | 8     | 6        | 7      | 3              | 64     | Corrida 14 de 16    | 13           |
| 1979     | Jody Scheckter     | Ferrari     | Ferrari    | M    | 1     | 3        | 6      | 0              | 51     | Corrida 13 de 15    | 4            |
| 1980     | Alan Jones         | Williams    | Ford       | G    | 3     | 5        | 10     | 5              | 67     | Corrida 13 de 14    | 13           |
| 1981     | Nelson Piquet      | Brabham     | Ford       | M    | 4     | 3        | 7      | 1              | 50     | Corrida 15 de 15    | 1            |
| 1982     | Keke Rosberg       | Williams    | Ford       | G    | 1     | 1        | 6      | 0              | 44     | Corrida 16 de 16    | 5            |
| 1983     | Nelson Piquet      | Brabham     | BMW        | M    | 1     | 3        | 8      | 4              | 59     | Corrida 15 de 15    | 2            |
| 1984     | Niki Lauda         | McLaren     | TAG        | M    | 0     | 5        | 9      | 5              | 72     | Corrida 16 de 16    | 0.5          |
| 1985     | Alain Prost        | McLaren     | TAG        | G    | 2     | 5        | 11     | 5              | 73     | Corrida 14 de 16    | 20           |
| 1986     | Alain Prost        | McLaren     | TAG        | G    | 1     | 4        | 11     | 2              | 72     | Corrida 16 de 16    | 2            |
| 1987     | Nelson Piquet      | Williams    | Honda      | G    | 4     | 3        | 11     | 4              | 73     | Corrida 15 de 16    | 12           |
| 1988     | Ayrton Senna       | McLaren     | Honda      | G    | 13    | 8        | 11     | 3              | 90     | Corrida 15 de 16    | 3            |
| 1989     | Alain Prost        | McLaren     | Honda      | G    | 2     | 4        | 11     | 5              | 76     | Corrida 15 de 16    | 16           |
| 1990     | Ayrton Senna       | McLaren     | Honda      | G    | 10    | 6        | 11     | 2              | 78     | Corrida 15 de 16    | 7            |
| 1991     | Ayrton Senna       | McLaren     | Honda      | G    | 8     | 7        | 12     | 2              | 96     | Corrida 15 de 16    | 24           |
| 1992     | Nigel Mansell      | Williams    | Renault    | G    | 14    | 9        | 12     | 8              | 108    | Corrida 11 de 16    | 52           |
| 1993     | Alain Prost        | Williams    | Renault    | G    | 13    | 7        | 12     | 6              | 99     | Corrida 14 de 16    | 26           |
| 1994     | Michael Schumacher | Benetton[4] | Ford       | G    | 6     | 8        | 10     | 8              | 92     | Corrida 16 de 16    | 1            |
| 1995     | Michael Schumacher | Benetton[4] | Renault    | G    | 4     | 9        | 11     | 8              | 102    | Corrida 15 de 17    | 33           |
| 1996     | Damon Hill         | Williams    | Renault    | G    | 9     | 8        | 10     | 5              | 97     | Corrida 16 de 16    | 19           |
| 1997     | Jacques Villeneuve | Williams    | Renault    | G    | 10    | 7        | 8      | 3              | 81     | Corrida 17 de 17    | 39 [5]       |
| 1998     | Mika Häkkinen      | McLaren     | Mercedes   | B    | 9     | 8        | 11     | 6              | 100    | Corrida 16 de 16    | 14           |
| 1999     | Mika Häkkinen      | McLaren     | Mercedes   | B    | 11    | 5        | 10     | 6              | 76     | Corrida 16 de 16    | 2            |
| 2000     | Michael Schumacher | Ferrari     | Ferrari    | B    | 9     | 9        | 12     | 2              | 108    | Corrida 16 de 17    | 19           |
| 2001     | Michael Schumacher | Ferrari     | Ferrari    | B    | 11    | 9        | 14     | 3              | 123    | Corrida 13 de 17    | 58           |
| 2002     | Michael Schumacher | Ferrari     | Ferrari    | B    | 7     | 11       | 17     | 7              | 144    | Corrida 11 de 17    | 67           |
| 2003     | Michael Schumacher | Ferrari     | Ferrari    | B    | 5     | 6        | 8      | 5              | 93     | Corrida 16 de 16    | 2            |
| 2004     | Michael Schumacher | Ferrari     | Ferrari    | B    | 8     | 13       | 15     | 10             | 148    | Corrida 14 de 18    | 34           |
| 2005     | Fernando Alonso    | Renault     | Renault    | M    | 6     | 7        | 15     | 2              | 133    | Corrida 17 de 19    | 21           |
| 2006     | Fernando Alonso    | Renault     | Renault    | M    | 6     | 7        | 14     | 5              | 134    | Corrida 18 de 18    | 13           |
| 2007     | Kimi Räikkönen     | Ferrari     | Ferrari    | B    | 3     | 6        | 12     | 6              | 110    | Corrida 17 de 17    | 1            |
| 2008     | Lewis Hamilton     | McLaren     | Mercedes   | B    | 7     | 5        | 10     | 1              | 98     | Corrida 18 de 18    | 1            |
| 2009     | Jenson Button      | Brawn       | Mercedes   | B    | 4     | 6        | 9      | 2              | 95     | Corrida 16 de 17    | 11           |
| 2010     | Sebastian Vettel   | Red Bull    | Renault    | B    | 10    | 5        | 10     | 3              | 256    | Corrida 19 de 19    | 4            |
| 2011     | Sebastian Vettel   | Red Bull    | Renault    | P    | 15    | 11       | 17     | 3              | 392    | Corrida 15 de 19    | 122          |
| 2012     | Sebastian Vettel   | Red Bull    | Renault    | P    | 6     | 5        | 10     | 6              | 281    | Corrida 20 de 20    | 3            |
| 2013     | Sebastian Vettel   | Red Bull    | Renault    | P    | 9     | 13       | 16     | 7              | 397    | Corrida 16 de 19    | 155          |
| 2014     | Lewis Hamilton     | Mercedes    | Mercedes   | P    | 7     | 11       | 16     | 7              | 384    | Corrida 19 de 19    | 67           |
| 2015     | Lewis Hamilton     | Mercedes    | Mercedes   | P    | 11    | 10       | 17     | 8              | 381    | Corrida 16 de 19    | 59           |
| 2016     | Nico Rosberg       | Mercedes    | Mercedes   | P    | 8     | 9        | 16     | 6              | 385    | Corrida 21 de 21    | 5            |
| 2017     | Lewis Hamilton     | Mercedes    | Mercedes   | P    | 11    | 9        | 13     | 7              | 363    | Corrida 18 de 20    | 46           |
| 2018     | Lewis Hamilton     | Mercedes    | Mercedes   | P    | 11    | 11       | 17     | 3              | 408    | Corrida 19 de 21    | 88           |
| 2019     | Lewis Hamilton     | Mercedes    | Mercedes   | P    | 5     | 11       | 17     | 6              | 413    | Corrida 19 de 21    | 87           |
| 2020     | Lewis Hamilton     | Mercedes    | Mercedes   | P    | 10    | 11       | 14     | 6              | 347    | Corrida 14 de 17    | 124          |
| 2021     | Max Verstappen     | Red Bull    | Honda      | P    | 10    | 10       | 18     | 6              | 395,5  | Corrida 22 de 22    | 8            |
| 2022     | Max Verstappen     | Red Bull    | RBPT       | P    | 7     | 15       | 17     | 5              | 454    | Corrida 18 de 22    | 146          |
| 2023     | Max Verstappen     | Red Bull    | Honda RBPT | P    | 12    | 19       | 21     | 9              | 575    | Corrida 17 de 22[6] | 290          |
| 2024     | Max Verstappen     | Red Bull    | Honda RBPT | P    | 8     | 9        | 14     | 3              | 437    | Corrida 22 de 24    | 63           |

Notas
1. ↑  Em 1952 e 1953, foram realizados campeonatos com os regulamentos da Fórmula 2.
2. ↑  Juan Manuel Fangio competiu no GP da Argentina e Bélgica com a Maserati, mas terminou a temporada com a Mercedes.
3. ↑  Jochen Rindt  morreu durante o treino classificatório do Grande Prêmio da Itália de 1970 (a 10ª da temporada), mas o campeonato só foi confirmado na 12ª corrida.
4. ↑  A Benetton teve licença italiana de 1997 a 2001, mas foi campeã com a bandeira do Reino Unido.
5. ↑  Michael Schumacher marcou 78 pontos em 1997, apenas três pontos atrás de Villeneuve. No entanto, Schumacher foi desclassificado do campeonato após colidir com Villeneuve na última corrida da temporada, o Grande Prêmio da Europa.
6. ↑  Max Verstappen conquistou o título no Sprint do GP do Catar, que ocorreu um dia antes do Grande Prêmio, em 7 de outubro de 2023.

## Os pilotos campeões do campeonato de pilotos

### Por quantidade de títulos

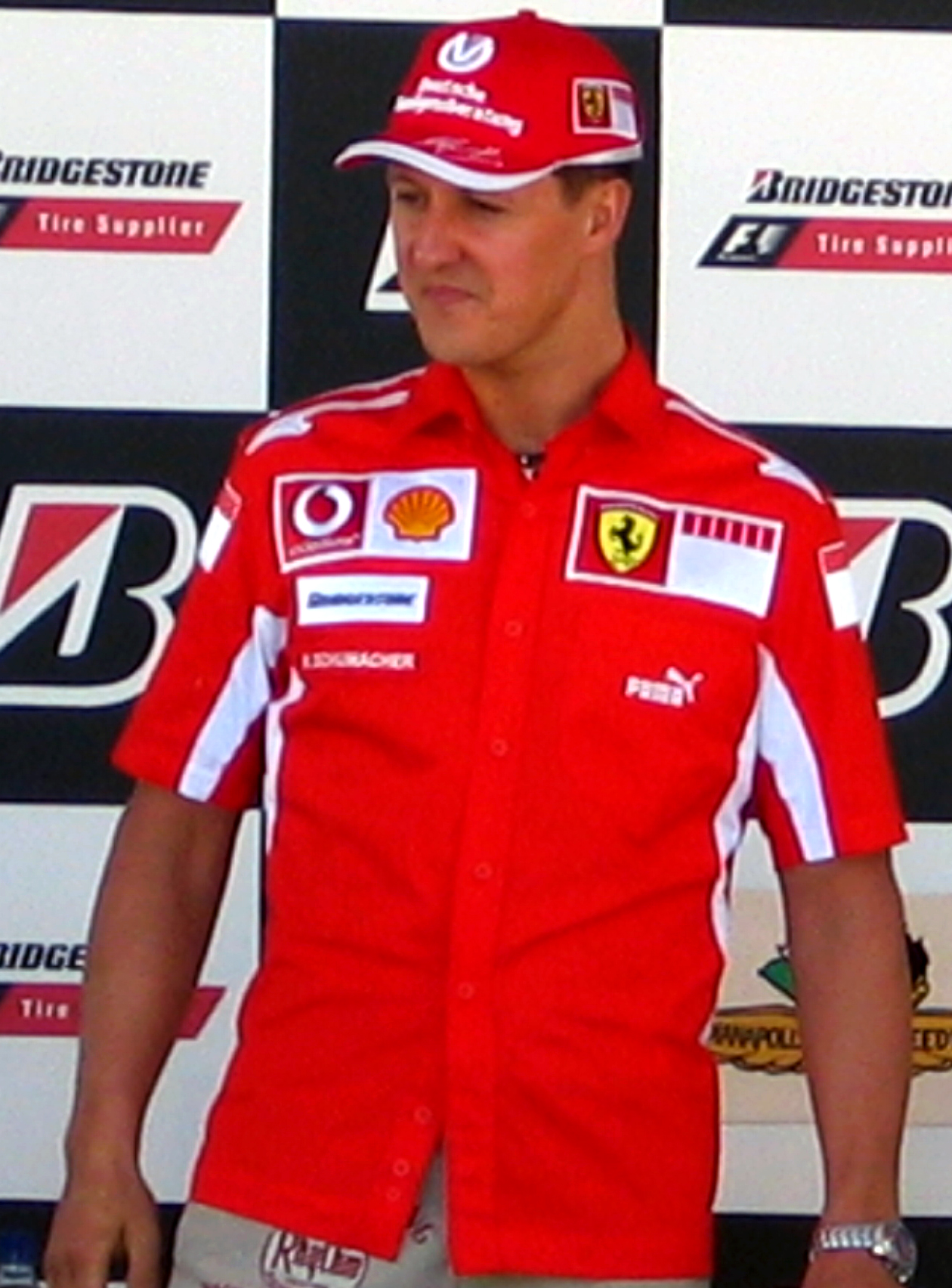
Michael Schumacher é o maior vencedor da história da Fórmula 1.

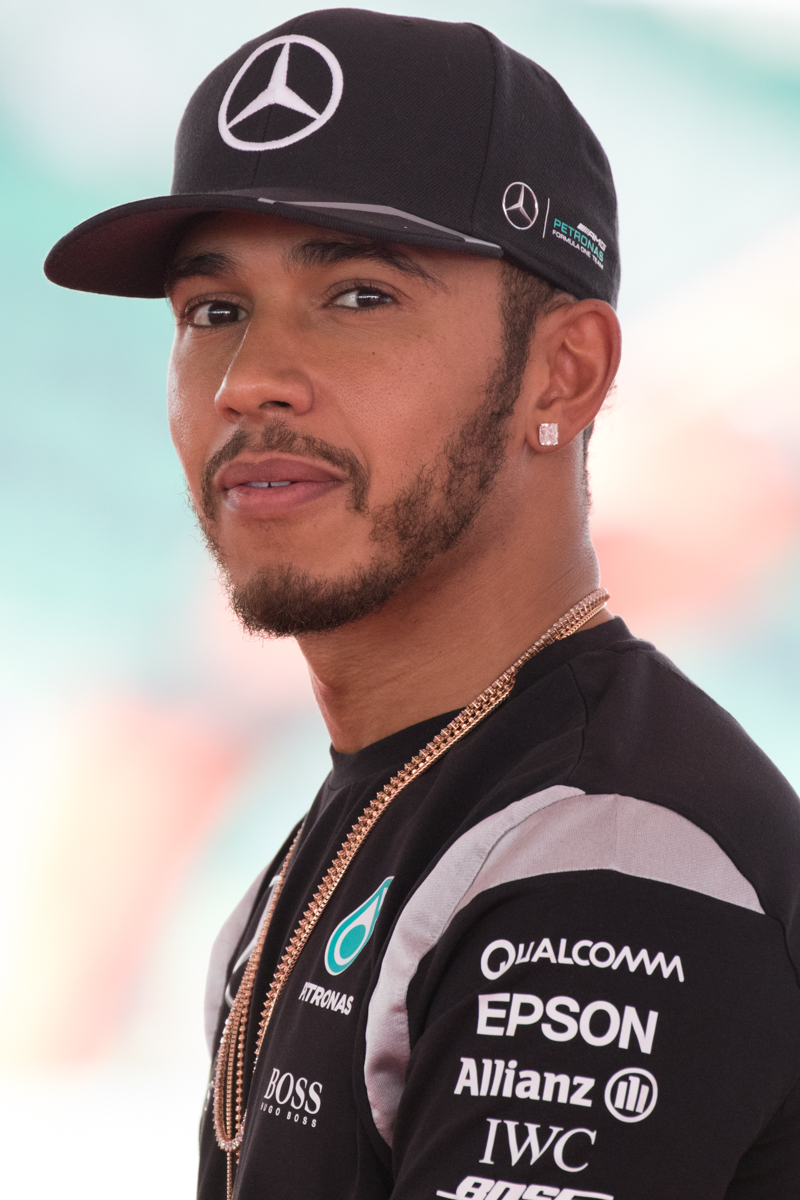
Junto com Lewis Hamilton, que igualou seu recorde de 7 títulos, em 2020.

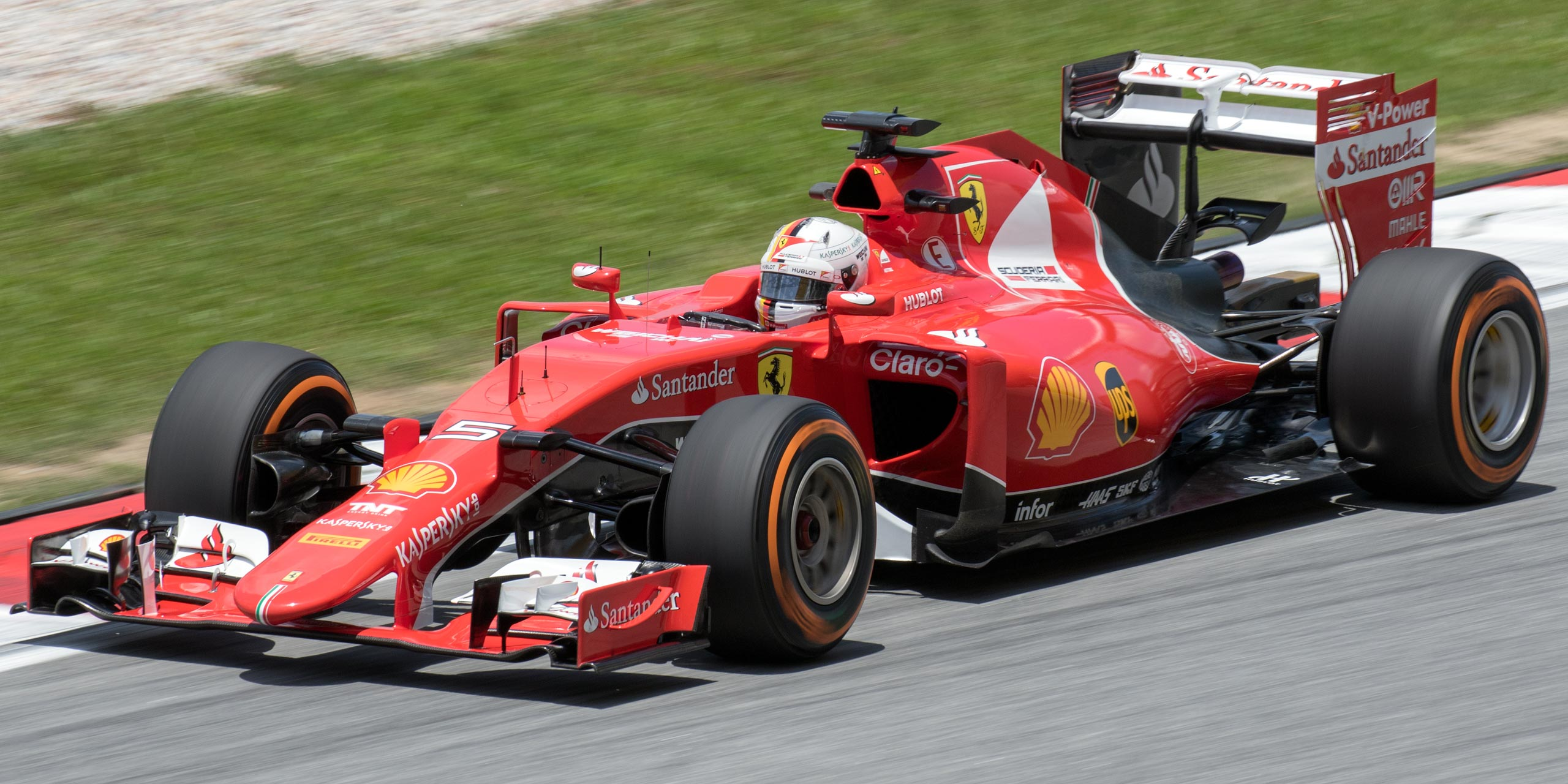
A Ferrari é a maior vencedora da história da Fórmula 1, com 15 títulos.

| Piloto             | Total | Temporadas                               | Campeão | Ref.   |
| ------------------ | ----- | ---------------------------------------- | ------- | ------ |
| Michael Schumacher | 7     | 1994, 1995, 2000, 2001, 2002, 2003, 2004 | 24º     | [ 2 ]  |
| Lewis Hamilton     | 7     | 2008, 2014, 2015, 2017, 2018, 2019, 2020 | 30º     | [ 3 ]  |
| Juan Manuel Fangio | 5     | 1951, 1954, 1955, 1956, 1957             | 2º      | [ 4 ]  |
| Alain Prost        | 4     | 1985, 1986, 1989, 1993                   | 21º     | [ 5 ]  |
| Sebastian Vettel   | 4     | 2010, 2011, 2012, 2013                   | 32º     | [ 6 ]  |
| Max Verstappen     | 4     | 2021, 2022, 2023, 2024                   | 34º     | [ 7 ]  |
| Jack Brabham       | 3     | 1959, 1960, 1966                         | 5º      | [ 8 ]  |
| Jackie Stewart     | 3     | 1969, 1971, 1973                         | 11º     | [ 9 ]  |
| Niki Lauda         | 3     | 1975, 1977, 1984                         | 14º     | [ 10 ] |
| Nelson Piquet      | 3     | 1981, 1983, 1987                         | 19º     | [ 11 ] |
| Ayrton Senna       | 3     | 1988, 1990, 1991                         | 22º     | [ 12 ] |
| Alberto Ascari     | 2     | 1952, 1953                               | 3º      | [ 13 ] |
| Jim Clark          | 2     | 1963, 1965                               | 8º      | [ 14 ] |
| Graham Hill        | 2     | 1962, 1968                               | 7º      | [ 15 ] |
| Emerson Fittipaldi | 2     | 1972, 1974                               | 13º     | [ 16 ] |
| Mika Häkkinen      | 2     | 1998, 1999                               | 27º     | [ 17 ] |
| Fernando Alonso    | 2     | 2005, 2006                               | 28º     | [ 18 ] |
| Nino Farina        | 1     | 1950                                     | 1º      | [ 19 ] |
| Mike Hawthorn      | 1     | 1958                                     | 4º      | [ 20 ] |
| Phil Hill          | 1     | 1961                                     | 6º      | [ 21 ] |
| John Surtees       | 1     | 1964                                     | 9º      | [ 22 ] |
| Denny Hulme        | 1     | 1967                                     | 10º     | [ 23 ] |
| Jochen Rindt       | 1     | 1970                                     | 12º     | [ 24 ] |
| James Hunt         | 1     | 1976                                     | 15º     | [ 25 ] |
| Mario Andretti     | 1     | 1978                                     | 16º     | [ 26 ] |
| Jody Scheckter     | 1     | 1979                                     | 17º     | [ 27 ] |
| Alan Jones         | 1     | 1980                                     | 18º     | [ 28 ] |
| Keke Rosberg       | 1     | 1982                                     | 20º     | [ 29 ] |
| Nigel Mansell      | 1     | 1992                                     | 23º     | [ 30 ] |
| Damon Hill         | 1     | 1996                                     | 25º     | [ 31 ] |
| Jacques Villeneuve | 1     | 1997                                     | 26º     | [ 32 ] |
| Kimi Räikkönen     | 1     | 2007                                     | 29º     | [ 33 ] |
| Jenson Button      | 1     | 2009                                     | 31º     | [ 34 ] |
| Nico Rosberg       | 1     | 2016                                     | 33º     | [ 35 ] |

### Por nacionalidade
| País           | Títulos | Pilotos | Piloto (Títulos) |
| -------------- | ------- | ------- | --- |
| Reino Unido    | 20      | 10      | Lewis Hamilton (7), Jackie Stewart (3), Jim Clark (2), Graham Hill (2), Mike Hawthorn (1), John Surtees (1), James Hunt (1), Nigel Mansell (1), Damon Hill (1), Jenson Button (1) |
| Alemanha       | 12      | 3       | Michael Schumacher (7), Sebastian Vettel (4), Nico Rosberg (1) |
| Brasil         | 8       | 3       | Nelson Piquet (3), Ayrton Senna (3), Emerson Fittipaldi (2) |
| Argentina      | 5       | 1       | Juan Manuel Fangio (5) |
| Austrália      | 4       | 2       | Jack Brabham (3), Alan Jones (1) |
| Áustria        | 4       | 2       | Niki Lauda (3), Jochen Rindt (1) |
| Finlândia      | 4       | 3       | Mika Häkkinen (2), Keke Rosberg (1), Kimi Räikkönen (1) |
| França         | 4       | 1       | Alain Prost (4) |
| Países Baixos  | 4       | 1       | Max Verstappen (4) |
| Itália         | 3       | 2       | Alberto Ascari (2), Nino Farina (1) |
| Espanha        | 2       | 1       | Fernando Alonso (2) |
| Estados Unidos | 2       | 2       | Phil Hill (1), Mario Andretti (1) |
| África do Sul  | 1       | 1       | Jody Scheckter (1) |
| Canadá         | 1       | 1       | Jacques Villeneuve (1) |
| Nova Zelândia  | 1       | 1       | Denny Hulme (1) |

### Pilotos campeões consecutivamente do campeonato de pilotos

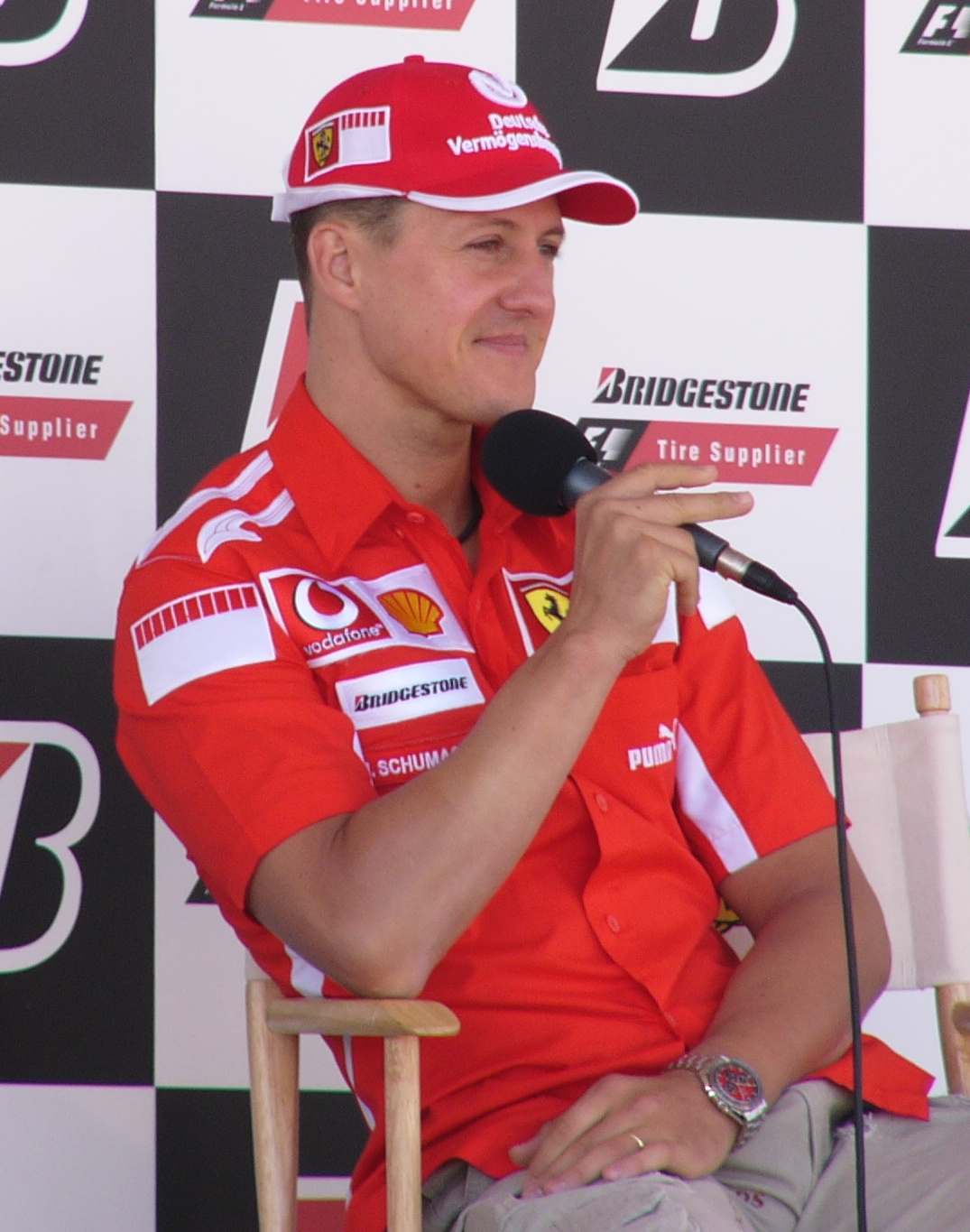
Michael Schumacher é dono do maior domínio da história da Fórmula 1, com 5 títulos.

| Campeonatos | Piloto             | Temporadas                   |
| ----------- | ------------------ | ---------------------------- |
| 5           | Michael Schumacher | 2000, 2001, 2002, 2003, 2004 |
| 4           | Juan Manuel Fangio | 1954, 1955, 1956, 1957       |
| 4           | Sebastian Vettel   | 2010, 2011, 2012, 2013       |
| 4           | Lewis Hamilton     | 2017, 2018, 2019, 2020       |
| 4           | Max Verstappen     | 2021, 2022, 2023, 2024       |
| 2           | Alberto Ascari     | 1952, 1953                   |
| 2           | Jack Brabham       | 1959, 1960                   |
| 2           | Alain Prost        | 1985, 1986                   |
| 2           | Ayrton Senna       | 1990, 1991                   |
| 2           | Michael Schumacher | 1994, 1995                   |
| 2           | Mika Häkkinen      | 1998, 1999                   |
| 2           | Fernando Alonso    | 2005, 2006                   |
| 2           | Lewis Hamilton     | 2014, 2015                   |

### Pilotos campeões no grid em cada temporada
| Ano  | Pilotos | Títulos | Piloto (Títulos) |
| ---- | ------- | ------- | --- |
| 1950 | —       | —       | |
| 1951 | 1       | 1       | Nino Farina (1) |
| 1952 | 1       | 1       | Nino Farina (1) |
| 1953 | 3       | 3       | Nino Farina (1), Juan Manuel Fangio (1), Alberto Ascari (1)                                                                  |
| 1954 | 3       | 4       | Alberto Ascari (2), Nino Farina (1), Juan Manuel Fangio (1)                                                                  |
| 1955 | 3       | 5       | Alberto Ascari (2), Juan Manuel Fangio (2), Nino Farina (1)                                                                  |
| 1956 | 2       | 4       | Juan Manuel Fangio (3), Nino Farina (1)                                                                                      |
| 1957 | 1       | 4       | Juan Manuel Fangio (4) |
| 1958 | 1       | 5       | Juan Manuel Fangio (5) |
| 1959 | —       | —       | |
| 1960 | 1       | 1       | Jack Brabham (1) |
| 1961 | 1       | 2       | Jack Brabham (2) |
| 1962 | 2       | 3       | Jack Brabham (2), Phil Hill (1)                                                                                              |
| 1963 | 3       | 4       | Jack Brabham (2), Phil Hill (1), Graham Hill (1)                                                                             |
| 1964 | 4       | 5       | Jack Brabham (2), Phil Hill (1), Graham Hill (1), Jim Clark (1)                                                              |
| 1965 | 4       | 5       | Jack Brabham (2), Graham Hill (1), Jim Clark (1), John Surtees (1)                                                           |
| 1966 | 5       | 7       | Jack Brabham (2), Jim Clark (2), Phil Hill (1), Graham Hill (1), John Surtees (1)                                            |
| 1967 | 4       | 7       | Jack Brabham (3), Jim Clark (2), Graham Hill (1), John Surtees (1)                                                           |
| 1968 | 5       | 8       | Jack Brabham (3), Jim Clark (2), Graham Hill (1), John Surtees (1), Denny Hulme (1)                                          |
| 1969 | 4       | 7       | Jack Brabham (3), Graham Hill (2), John Surtees (1), Denny Hulme (1)                                                         |
| 1970 | 5       | 8       | Jack Brabham (3), Graham Hill (2), John Surtees (1), Denny Hulme (1), Jackie Stewart (1)                                     |
| 1971 | 4       | 5       | Graham Hill (2), John Surtees (1), Denny Hulme (1), Jackie Stewart (1)                                                       |
| 1972 | 4       | 6       | Graham Hill (2), Jackie Stewart (2), John Surtees (1), Denny Hulme (1)                                                       |
| 1973 | 4       | 6       | Graham Hill (2), Jackie Stewart (2), Denny Hulme (1), Emerson Fittipaldi (1)                                                 |
| 1974 | 3       | 4       | Graham Hill (2), Denny Hulme (1), Emerson Fittipaldi (1)                                                                     |
| 1975 | 2       | 4       | Graham Hill (2), Emerson Fittipaldi (2)                                                                                      |
| 1976 | 2       | 3       | Emerson Fittipaldi (2), Niki Lauda (1)                                                                                       |
| 1977 | 3       | 4       | Emerson Fittipaldi (2), Niki Lauda (1), James Hunt (1)                                                                       |
| 1978 | 3       | 5       | Emerson Fittipaldi (2), Niki Lauda (2), James Hunt (1)                                                                       |
| 1979 | 4       | 6       | Emerson Fittipaldi (2), Niki Lauda (2), James Hunt (1), Mario Andretti (1)                                                   |
| 1980 | 3       | 4       | Emerson Fittipaldi (2), Mario Andretti (1), Jody Scheckter (1)                                                               |
| 1981 | 2       | 2       | Mario Andretti (1), Alan Jones (1)                                                                                           |
| 1982 | 3       | 4       | Niki Lauda (2), Mario Andretti (1), Nelson Piquet (1)                                                                        |
| 1983 | 4       | 5       | Niki Lauda (2), Alan Jones (1), Nelson Piquet (1), Keke Rosberg (1)                                                          |
| 1984 | 3       | 5       | Niki Lauda (2), Nelson Piquet (2), Keke Rosberg (1)                                                                          |
| 1985 | 4       | 7       | Niki Lauda (3), Nelson Piquet (2), Alan Jones (1), Keke Rosberg (1)                                                          |
| 1986 | 4       | 5       | Nelson Piquet (2), Alan Jones (1), Keke Rosberg (1), Alain Prost (1)                                                         |
| 1987 | 2       | 4       | Nelson Piquet (2), Alain Prost (2)                                                                                           |
| 1988 | 2       | 5       | Nelson Piquet (3), Alain Prost (2)                                                                                           |
| 1989 | 3       | 6       | Nelson Piquet (3), Alain Prost (2), Ayrton Senna (1)                                                                         |
| 1990 | 3       | 7       | Nelson Piquet (3), Alain Prost (3), Ayrton Senna (1)                                                                         |
| 1991 | 3       | 8       | Nelson Piquet (3), Alain Prost (3), Ayrton Senna (2)                                                                         |
| 1992 | 1       | 3       | Ayrton Senna (3) |
| 1993 | 2       | 6       | Alain Prost (3), Ayrton Senna (3)                                                                                            |
| 1994 | 2       | 4       | Ayrton Senna (3), Nigel Mansell (1)                                                                                          |
| 1995 | 2       | 2       | Nigel Mansell (1), Michael Schumacher (1)                                                                                    |
| 1996 | 1       | 2       | Michael Schumacher (2) |
| 1997 | 2       | 3       | Michael Schumacher (2), Damon Hill (1)                                                                                       |
| 1998 | 3       | 4       | Michael Schumacher (2), Damon Hill (1), Jacques Villeneuve (1)                                                               |
| 1999 | 4       | 5       | Michael Schumacher (2), Damon Hill (1), Jacques Villeneuve (1), Mika Häkkinen (1)                                            |
| 2000 | 3       | 5       | Michael Schumacher (2), Mika Häkkinen (2), Jacques Villeneuve (1)                                                            |
| 2001 | 3       | 6       | Michael Schumacher (3), Mika Häkkinen (2), Jacques Villeneuve (1)                                                            |
| 2002 | 2       | 5       | Michael Schumacher (4), Jacques Villeneuve (1)                                                                               |
| 2003 | 2       | 6       | Michael Schumacher (5), Jacques Villeneuve (1)                                                                               |
| 2004 | 2       | 7       | Michael Schumacher (6), Jacques Villeneuve (1)                                                                               |
| 2005 | 2       | 8       | Michael Schumacher (7), Jacques Villeneuve (1)                                                                               |
| 2006 | 3       | 9       | Michael Schumacher (7), Jacques Villeneuve (1), Fernando Alonso (1)                                                          |
| 2007 | 1       | 2       | Fernando Alonso (2) |
| 2008 | 2       | 3       | Fernando Alonso (2), Kimi Räikkönen (1)                                                                                      |
| 2009 | 3       | 4       | Fernando Alonso (2), Kimi Räikkönen (1), Lewis Hamilton (1)                                                                  |
| 2010 | 4       | 11      | Michael Schumacher (7), Fernando Alonso (2), Lewis Hamilton (1), Jenson Button (1)                                           |
| 2011 | 5       | 12      | Michael Schumacher (7), Fernando Alonso (2), Lewis Hamilton (1), Jenson Button (1), Sebastian Vettel (1)                     |
| 2012 | 6       | 14      | Michael Schumacher (7), Fernando Alonso (2), Sebastian Vettel (2), Kimi Räikkönen (1), Lewis Hamilton (1), Jenson Button (1) |
| 2013 | 5       | 8       | Sebastian Vettel (3), Fernando Alonso (2), Kimi Räikkönen (1), Lewis Hamilton (1), Jenson Button (1)                         |
| 2014 | 5       | 9       | Sebastian Vettel (4), Fernando Alonso (2), Kimi Räikkönen (1), Lewis Hamilton (1), Jenson Button (1)                         |
| 2015 | 5       | 10      | Sebastian Vettel (4), Fernando Alonso (2), Lewis Hamilton (2), Kimi Räikkönen (1), Jenson Button (1)                         |
| 2016 | 5       | 11      | Sebastian Vettel (4), Lewis Hamilton (3), Fernando Alonso (2), Kimi Räikkönen (1), Jenson Button (1)                         |
| 2017 | 5       | 11      | Sebastian Vettel (4), Lewis Hamilton (3), Fernando Alonso (2), Kimi Räikkönen (1), Jenson Button (1)                         |
| 2018 | 4       | 11      | Sebastian Vettel (4), Lewis Hamilton (4), Fernando Alonso (2), Kimi Räikkönen (1)                                            |
| 2019 | 3       | 10      | Lewis Hamilton (5), Sebastian Vettel (4), Kimi Räikkönen (1)                                                                 |
| 2020 | 3       | 11      | Lewis Hamilton (6), Sebastian Vettel (4), Kimi Räikkönen (1)                                                                 |
| 2021 | 4       | 14      | Lewis Hamilton (7), Sebastian Vettel (4), Fernando Alonso (2), Kimi Räikkönen (1)                                            |
| 2022 | 4       | 14      | Lewis Hamilton (7), Sebastian Vettel (4), Fernando Alonso (2), Max Verstappen (1)                                            |
| 2023 | 3       | 11      | Lewis Hamilton (7), Fernando Alonso (2), Max Verstappen (2)                                                                  |
| 2024 | 3       | 12      | Lewis Hamilton (7), Max Verstappen (3), Fernando Alonso (2)                                                                  |
| 2025 | 3       | 13      | Lewis Hamilton (7), Max Verstappen (4), Fernando Alonso (2)                                                                  |
| 2026 | 3       | 13      | Lewis Hamilton (7), Max Verstappen (4), Fernando Alonso (2)                                                                  |
| 2027 | 1       | 4       | Max Verstappen (4) |

## As construtoras campeãs do campeonato de pilotos

### Por quantidade de títulos
| Escuderia  | Total | Temporadas                                                                               |
| ---------- | ----- | ---------------------------------------------------------------------------------------- |
| Ferrari    | 15    | 1952, 1953, 1956, 1958, 1961, 1964, 1975, 1977, 1979, 2000, 2001, 2002, 2003, 2004, 2007 |
| McLaren    | 13    | 1974, 1976, 1984, 1985, 1986, 1988, 1989, 1990, 1991, 1998, 1999, 2008, 2024             |
| Mercedes   | 9     | 1954, 1955, 2014, 2015, 2016, 2017, 2018, 2019, 2020                                     |
| Red Bull   | 7     | 2010, 2011, 2012, 2013, 2021, 2022, 2023                                                 |
| Williams   | 7     | 1980, 1982, 1987, 1992, 1993, 1996, 1997                                                 |
| Lotus      | 6     | 1963, 1965, 1968, 1970, 1972, 1978                                                       |
| Brabham    | 4     | 1966, 1967, 1981, 1983                                                                   |
| Alfa Romeo | 2     | 1950, 1951                                                                               |
| Maserati   | 2     | 1954, 1957                                                                               |
| Cooper     | 2     | 1959, 1960                                                                               |
| Tyrrell    | 2     | 1971, 1973                                                                               |
| Benetton   | 2     | 1994, 1995                                                                               |
| Renault    | 2     | 2005, 2006                                                                               |
| BRM        | 1     | 1962                                                                                     |
| Matra      | 1     | 1969                                                                                     |
| Brawn      | 1     | 2009                                                                                     |

### Por nacionalidade
| País        | Total | Equipes | Equipe (Títulos)                                                                                              |
| ----------- | ----- | ------- | --- |
| Reino Unido | 38    | 9       | McLaren (13), Williams (7), Lotus (6), Brabham (4), Cooper (2), Tyrrell (2), Benetton (2), BRM (1), Brawn (1) |
| Itália      | 19    | 3       | Ferrari (15), Alfa Romeo (2), Maserati (2)                                                                    |
| Alemanha    | 9     | 1       | Mercedes (9)                                                                                                  |
| Áustria     | 7     | 1       | Red Bull (7)                                                                                                  |
| França      | 3     | 2       | Renault (2), Matra (1)                                                                                        |

### Construtoras campeãs consecutivamente do campeonato de pilotos

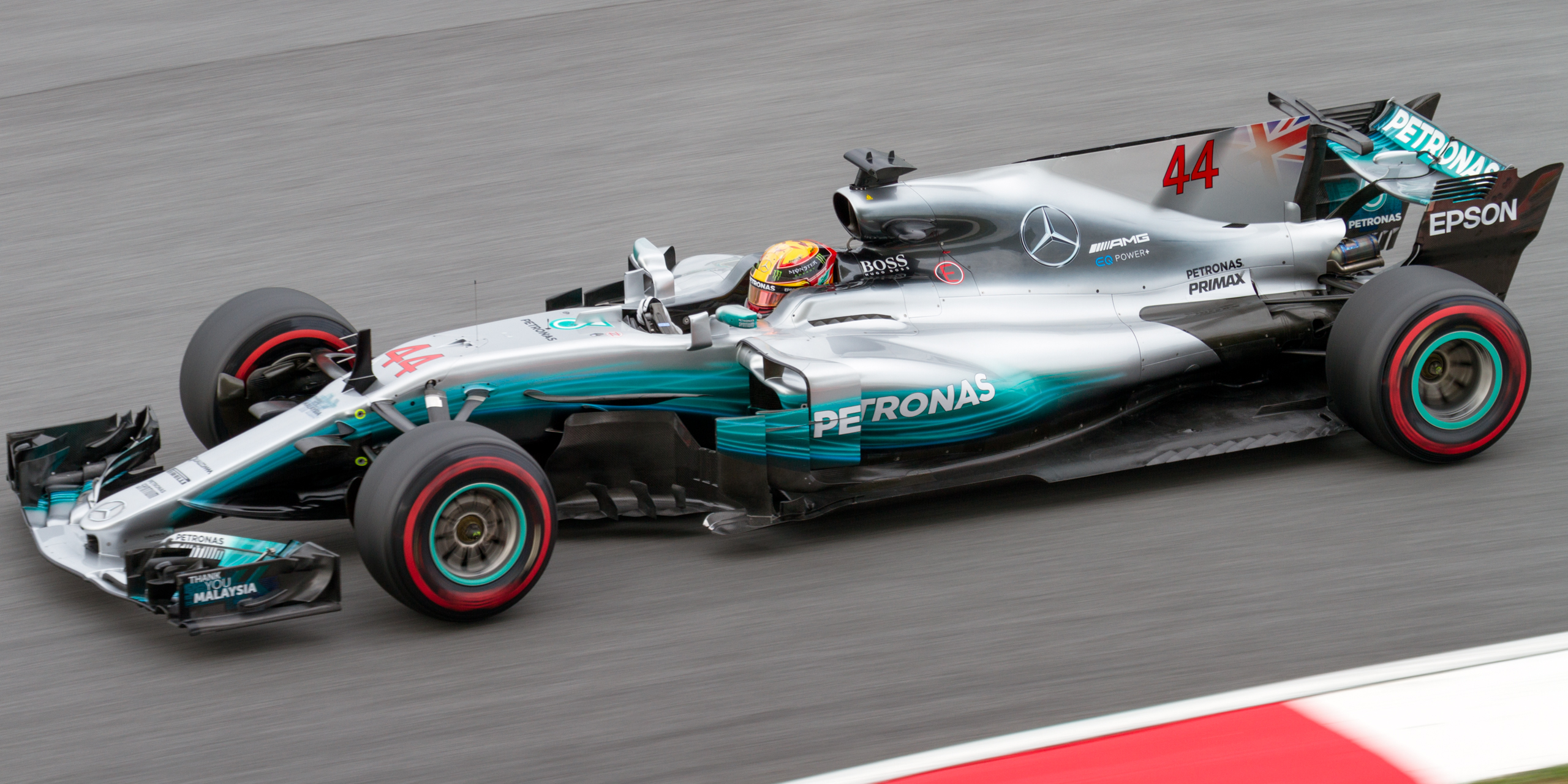
A Mercedes é a dona do maior domínio da história da Fórmula 1, com 7 títulos.

| Campeonatos | Equipe     | Temporadas                               |
| ----------- | ---------- | ---------------------------------------- |
| 7           | Mercedes   | 2014, 2015, 2016, 2017, 2018, 2019, 2020 |
| 5           | Ferrari    | 2000, 2001, 2002, 2003, 2004             |
| 4           | McLaren    | 1988, 1989, 1990, 1991                   |
| 4           | Red Bull   | 2010, 2011, 2012, 2013                   |
| 4           | Red Bull   | 2021, 2022, 2023, 2024                   |
| 3           | McLaren    | 1984, 1985, 1986                         |
| 2           | Alfa Romeo | 1950, 1951                               |
| 2           | Ferrari    | 1952, 1953                               |
| 2           | Mercedes   | 1954, 1955                               |
| 2           | Cooper     | 1959, 1960                               |
| 2           | Brabham    | 1966, 1967                               |
| 2           | Williams   | 1992, 1993                               |
| 2           | Benetton   | 1994, 1995                               |
| 2           | Williams   | 1996, 1997                               |
| 2           | McLaren    | 1998, 1999                               |
| 2           | Renault    | 2005, 2006                               |

## Por peças

### Os motores campeões do campeonato de pilotos
| Motor      | Total | Temporadas                                                                               |
| ---------- | ----- | ---------------------------------------------------------------------------------------- |
| Ferrari    | 15    | 1952, 1953, 1956, 1958, 1961, 1964, 1975, 1977, 1979, 2000, 2001, 2002, 2003, 2004, 2007 |
| Ford       | 13    | 1968, 1969, 1970, 1971, 1972, 1973, 1974, 1976, 1978, 1980, 1981, 1982, 1994             |
| Mercedes   | 13    | 1954, 1955, 1998, 1999, 2008, 2009, 2014, 2015, 2016, 2017, 2018, 2019, 2020             |
| Renault    | 11    | 1992, 1993, 1995, 1996, 1997, 2005, 2006, 2010, 2011, 2012, 2013                         |
| Honda      | 6     | 1987, 1988, 1989, 1990, 1991, 2021                                                       |
| Climax     | 4     | 1959, 1960, 1963, 1965                                                                   |
| TAG        | 3     | 1984, 1985, 1986                                                                         |
| Alfa Romeo | 2     | 1950, 1951                                                                               |
| Maserati   | 2     | 1954, 1957                                                                               |
| Repco      | 2     | 1966, 1967                                                                               |
| Honda RBPT | 2     | 2023, 2024                                                                               |
| BMW        | 1     | 1983                                                                                     |
| BRM        | 1     | 1962                                                                                     |
| RBPT       | 1     | 2022                                                                                     |

- Construtores em negrito ainda estão competindo no campeonato mundial.
- Durante dez temporadas, a Ford financiava os motores Cosworth DFV.
- Os motores TAG foram projetados e construídos pela empresa alemã Porsche.
- Houve 19 motores italianos campeões mundiais de construtores: Ferrari (15), Alfa Romeo (2) e Maserati (2)
- Houve 14 motores alemães campeões mundiais de construtores: Mercedes (13) e BMW (1)
- Houve 5 motores ingleses campeões mundiais de construtores: Climax (4) e BRM (1)
- Houve 3 motores austríacos campeões mundiais de construtores: Honda RBPT (2) e RBPT (1)
- Os motores Honda RBPT e RBPT foram projetados e construídos pela empresa japonesa Honda.

### As fabricantes de pneus campeãs do campeonato de pilotos
| Fabricante | Fabricante  | Total | Temporadas |
| ---------- | ----------- | ----- | --- |
| G          | Goodyear    | 24    | 1966, 1967, 1971, 1973, 1974, 1975, 1976, 1977, 1978, 1980, 1982, 1985, 1986, 1987, 1988, 1989, 1990, 1991, 1992, 1993, 1994, 1995, 1996, 1997 |
| P          | Pirelli     | 20    | 1950, 1951, 1952, 1953, 1954, 1957, 2011, 2012, 2013, 2014, 2015, 2016, 2017, 2018, 2019, 2020, 2021, 2022, 2023, 2024                         |
| B          | Bridgestone | 11    | 1998, 1999, 2000, 2001, 2002, 2003, 2004, 2007, 2008, 2009, 2010                                                                               |
| D          | Dunlop      | 8     | 1959, 1960, 1961, 1962, 1963, 1964, 1965, 1969                                                                                                 |
| M          | Michelin    | 6     | 1979, 1981, 1983, 1984, 2005, 2006 |
| F          | Firestone   | 4     | 1952, 1968, 1970, 1972 |
| C          | Continental | 2     | 1954, 1955 |
| E          | Englebert   | 2     | 1956, 1958 |

- Os fabricantes de pneus em negrito ainda estão competindo no campeonato mundial.
- Houve 28 pneus americanos campeões mundiais de piloto: Goodyear (24) e Firestone (4)

## Recordes

### Campeões por equipes que não venceram o mundial de construtores
| Total | Pilotos            | Temporadas |
| ----- | ------------------ | ---------- |
| 2     | Nelson Piquet      | 1981, 1983 |
| 2     | Max Verstappen     | 2021, 2024 |
| 1     | Mike Hawthorn      | 1958       |
| 1     | Jackie Stewart     | 1973       |
| 1     | James Hunt         | 1976       |
| 1     | Keke Rosberg       | 1982       |
| 1     | Alain Prost        | 1986       |
| 1     | Michael Schumacher | 1994       |
| 1     | Mika Häkkinen      | 1999       |
| 1     | Lewis Hamilton     | 2008       |

### Campeões mais jovens

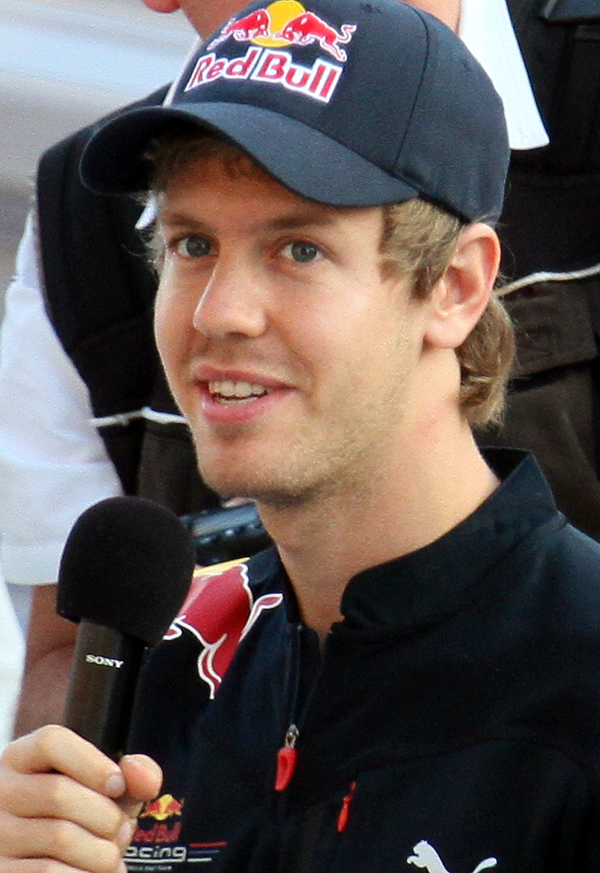
O alemão Sebastian Vettel, é o campeão mais jovem da história.

|    | Piloto             | Idade                       | Temporada |
| -- | ------------------ | --------------------------- | --------- |
| 1  | Sebastian Vettel   | 23 anos, 4 meses e 11 dias  | 2010      |
| 2  | Lewis Hamilton     | 23 anos, 9 meses e 26 dias  | 2008      |
| 3  | Fernando Alonso    | 24 anos, 1 mês e 27 dias    | 2005      |
| 4  | Max Verstappen     | 24 anos, 2 meses e 12 dias  | 2021      |
| 5  | Emerson Fittipaldi | 25 anos, 8 meses e 29 dias  | 1972      |
| 6  | Michael Schumacher | 25 anos, 10 meses e 10 dias | 1994      |
| 7  | Niki Lauda         | 26 anos, 6 meses e 16 dias  | 1975      |
| 8  | Jacques Villeneuve | 26 anos, 6 meses e 17 dias  | 1997      |
| 9  | Jim Clark          | 27 anos, 6 meses e 4 dias   | 1963      |
| 10 | Kimi Räikkönen     | 28 anos e 4 dias            | 2007      |
| 11 | Jochen Rindt       | 28 anos, 5 meses e 16 dias  | 1970      |
| 12 | Ayrton Senna       | 28 anos, 7 meses e 9 dias   | 1988      |
| 13 | James Hunt         | 29 anos, 1 mês e 25 dias    | 1976      |
| 14 | Nelson Piquet      | 29 anos e 2 meses           | 1981      |
| 15 | Mike Hawthorn      | 29 anos, 6 meses e 9 dias   | 1958      |
| 16 | Jody Scheckter     | 29 anos, 7 meses e 11 dias  | 1979      |
| 17 | Jenson Button      | 29 anos, 8 meses e 29 dias  | 2009      |
| 18 | Mika Häkkinen      | 30 anos, 1 mês e 4 dias     | 1998      |
| 19 | Jackie Stewart     | 30 anos, 2 meses e 27 dias  | 1969      |
| 20 | Alain Prost        | 30 anos, 7 meses e 12 dias  | 1985      |
| 21 | John Surtees       | 30 anos, 8 meses e 14 dias  | 1964      |
| 22 | Denny Hulme        | 31 anos, 4 meses e 4 dias   | 1967      |
| 23 | Nico Rosberg       | 31 anos e 5 meses           | 2016      |
| 24 | Jack Brabham       | 33 anos, 8 meses e 10 dias  | 1959      |
| 25 | Keke Rosberg       | 33 anos, 9 meses e 19 dias  | 1982      |
| 26 | Graham Hill        | 33 anos, 10 meses e 14 dias | 1962      |
| 27 | Alan Jones         | 33 anos, 10 meses e 26 dias | 1980      |
| 28 | Alberto Ascari     | 34 anos e 21 dias           | 1952      |
| 29 | Phil Hill          | 34 anos, 4 meses e 21 dias  | 1961      |
| 30 | Damon Hill         | 36 anos e 26 dias           | 1996      |
| 31 | Mario Andretti     | 38 anos, 6 meses e 13 dias  | 1978      |
| 32 | Nigel Mansell      | 39 anos e 8 dias            | 1992      |
| 33 | Juan Manuel Fangio | 40 anos, 4 meses e 4 dias   | 1951      |
| 34 | Nino Farina        | 43 anos, 10 meses e 4 dias  | 1950      |

### Bicampeões mais jovens
|    | Piloto             | Idade                       | Temporada |
| -- | ------------------ | --------------------------- | --------- |
| 1  | Sebastian Vettel   | 24 anos, 3 meses e 6 dias   | 2011      |
| 2  | Max Verstappen     | 25 anos e 9 dias            | 2022      |
| 3  | Fernando Alonso    | 25 anos, 2 meses e 23 dias  | 2006      |
| 4  | Michael Schumacher | 26 anos, 9 meses e 19 dias  | 1995      |
| 5  | Emerson Fittipaldi | 27 anos, 9 meses e 24 dias  | 1974      |
| 6  | Niki Lauda         | 28 anos, 7 meses e 10 dias  | 1977      |
| 7  | Jim Clark          | 29 anos, 4 meses e 28 dias  | 1965      |
| 8  | Lewis Hamilton     | 29 anos, 10 meses e 16 dias | 2014      |
| 9  | Ayrton Senna       | 30 anos e 7 meses           | 1990      |
| 10 | Mika Häkkinen      | 31 anos, 1 mês e 3 dias     | 1999      |
| 11 | Nelson Piquet      | 31 anos, 1 mês e 28 dias    | 1983      |
| 12 | Alain Prost        | 31 anos, 8 meses e 2 dias   | 1986      |
| 13 | Jackie Stewart     | 32 anos, 2 meses e 4 dias   | 1971      |
| 14 | Jack Brabham       | 34 anos, 4 meses e 12 dias  | 1960      |
| 15 | Alberto Ascari     | 35 anos, 1 mês e 10 dias    | 1953      |
| 16 | Graham Hill        | 39 anos, 8 meses e 19 dias  | 1968      |
| 17 | Juan Manuel Fangio | 43 anos, 1 mês e 29 dias    | 1954      |

### Tricampeões mais jovens
|    | Piloto             | Idade                      | Temporada |
| -- | ------------------ | -------------------------- | --------- |
| 1  | Sebastian Vettel   | 25 anos, 4 meses e 22 dias | 2012      |
| 2  | Max Verstappen     | 26 anos e 7 dias           | 2023      |
| 3  | Lewis Hamilton     | 30 anos, 9 meses e 18 dias | 2015      |
| 4  | Ayrton Senna       | 31 anos, 6 meses e 29 dias | 1991      |
| 5  | Michael Schumacher | 31 anos, 9 meses e 5 dias  | 2000      |
| 6  | Jackie Stewart     | 34 anos, 2 meses e 29 dias | 1973      |
| 7  | Alain Prost        | 34 anos, 7 meses e 28 dias | 1989      |
| 8  | Nelson Piquet      | 35 anos, 2 meses e 15 dias | 1987      |
| 9  | Niki Lauda         | 35 anos, 7 meses e 29 dias | 1984      |
| 10 | Jack Brabham       | 40 anos, 5 meses e 2 dias  | 1966      |
| 11 | Juan Manuel Fangio | 44 anos e 22 dias          | 1955      |

### Tetracampeões mais jovens
|   | Piloto             | Idade                      | Temporada |
| - | ------------------ | -------------------------- | --------- |
| 1 | Sebastian Vettel   | 26 anos, 3 meses e 24 dias | 2013      |
| 2 | Max Verstappen     | 27 anos, 1 mês e 24 dias   | 2024      |
| 3 | Michael Schumacher | 32 anos, 7 meses e 16 dias | 2001      |
| 4 | Lewis Hamilton     | 32 anos, 9 meses e 22 dias | 2017      |
| 5 | Alain Prost        | 38 anos, 7 meses e 2 dias  | 1993      |
| 6 | Juan Manuel Fangio | 45 anos, 2 meses e 9 dias  | 1956      |

### Pentacampeões mais jovens
|   | Piloto             | Idade                      | Temporada |
| - | ------------------ | -------------------------- | --------- |
| 1 | Michael Schumacher | 33 anos, 6 meses e 18 dias | 2002      |
| 2 | Lewis Hamilton     | 33 anos, 9 meses e 21 dias | 2018      |
| 3 | Juan Manuel Fangio | 46 anos, 1 mês e 11 dias   | 1957      |

### Hexacampeões mais jovens
|   | Piloto             | Idade                      | Temporada |
| - | ------------------ | -------------------------- | --------- |
| 1 | Michael Schumacher | 34 anos, 9 meses e 9 dias  | 2003      |
| 2 | Lewis Hamilton     | 34 anos, 9 meses e 27 dias | 2019      |

### Heptacampeões mais jovens
|   | Piloto             | Idade                      | Temporada |
| - | ------------------ | -------------------------- | --------- |
| 1 | Michael Schumacher | 35 anos, 7 meses e 26 dias | 2004      |
| 2 | Lewis Hamilton     | 35 anos, 10 meses e 8 dias | 2020      |

### Campeões mais velhos

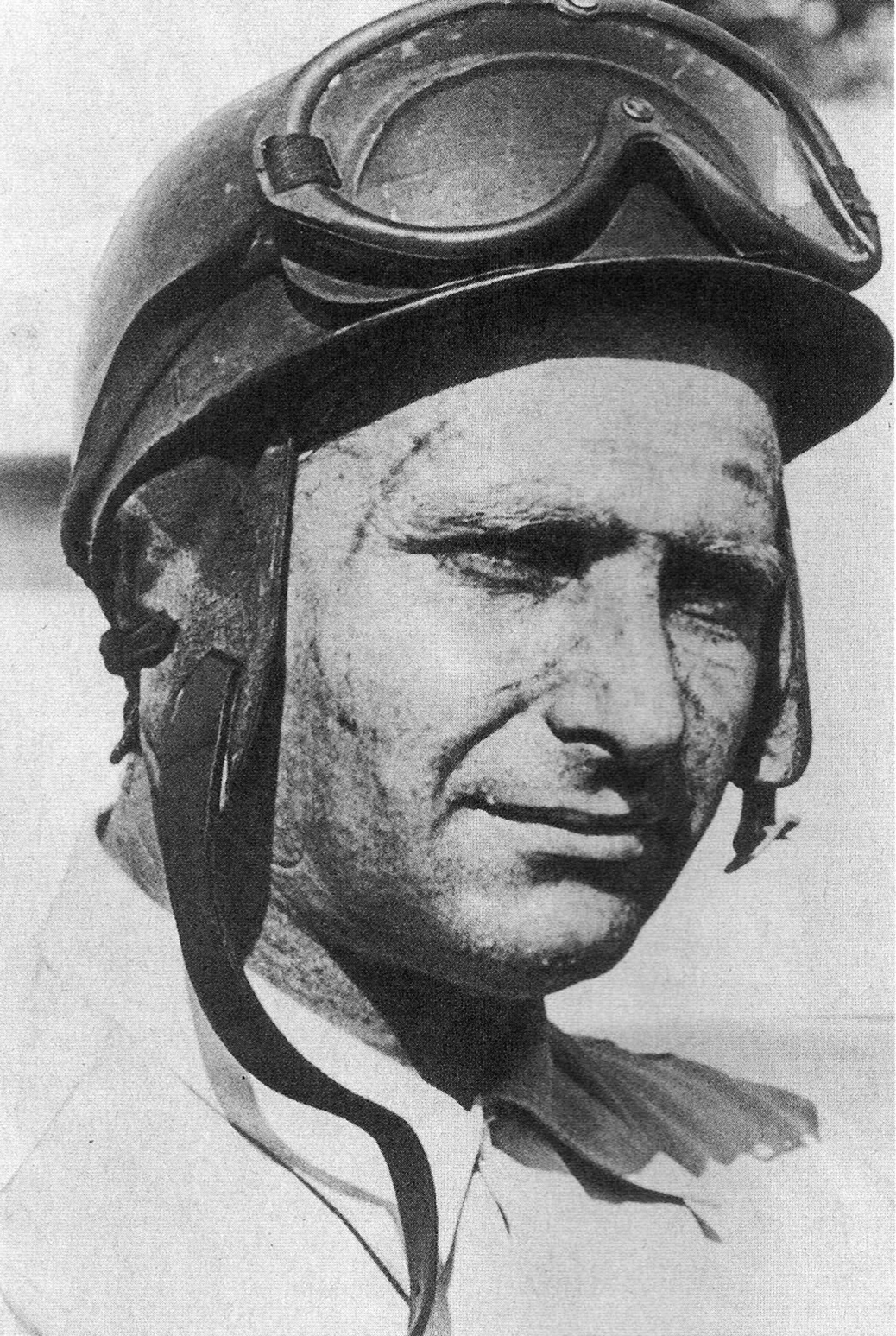
O argentino Juan Manuel Fangio, é o campeão mais velho da história.

|    | Pilotos            | Idade                       | Temporadas |
| -- | ------------------ | --------------------------- | ---------- |
| 1  | Juan Manuel Fangio | 46 anos, 1 mês e 11 dias    | 1957       |
| 2  | Nino Farina        | 43 anos, 10 meses e 4 dias  | 1950       |
| 3  | Jack Brabham       | 40 anos, 5 meses e 2 dias   | 1966       |
| 4  | Graham Hill        | 39 anos, 8 meses e 19 dias  | 1968       |
| 5  | Nigel Mansell      | 39 anos e 8 dias            | 1992       |
| 6  | Alain Prost        | 38 anos, 7 meses e 2 dias   | 1993       |
| 7  | Mario Andretti     | 38 anos, 6 meses e 13 dias  | 1978       |
| 8  | Damon Hill         | 36 anos e 26 dias           | 1996       |
| 9  | Lewis Hamilton     | 35 anos, 10 meses e 8 dias  | 2020       |
| 10 | Niki Lauda         | 35 anos, 7 meses e 29 dias  | 1984       |
| 11 | Michael Schumacher | 35 anos, 7 meses e 26 dias  | 2004       |
| 12 | Nelson Piquet      | 35 anos, 2 meses e 15 dias  | 1987       |
| 13 | Alberto Ascari     | 35 anos, 1 mês e 10 dias    | 1953       |
| 14 | Phil Hill          | 34 anos, 4 meses e 21 dias  | 1961       |
| 15 | Jackie Stewart     | 34 anos, 2 meses e 29 dias  | 1973       |
| 16 | Alan Jones         | 33 anos, 10 meses e 26 dias | 1980       |
| 17 | Keke Rosberg       | 33 anos, 9 meses e 19 dias  | 1982       |
| 18 | Ayrton Senna       | 31 anos, 6 meses e 29 dias  | 1991       |
| 19 | Nico Rosberg       | 31 anos e 5 meses           | 2016       |
| 20 | Denny Hulme        | 31 anos, 4 meses e 4 dias   | 1967       |
| 21 | Mika Häkkinen      | 31 anos, 1 mês e 3 dias     | 1999       |
| 22 | John Surtees       | 30 anos, 8 meses e 14 dias  | 1964       |
| 23 | Jenson Button      | 29 anos, 8 meses e 29 dias  | 2009       |
| 24 | Jody Scheckter     | 29 anos, 7 meses e 11 dias  | 1979       |
| 25 | Mike Hawthorn      | 29 anos, 6 meses e 9 dias   | 1958       |
| 26 | Jim Clark          | 29 anos, 4 meses e 28 dias  | 1965       |
| 27 | James Hunt         | 29 anos, 1 mês e 25 dias    | 1976       |
| 28 | Jochen Rindt       | 28 anos, 5 meses e 16 dias  | 1970       |
| 29 | Kimi Räikkönen     | 28 anos e 4 dias            | 2007       |
| 30 | Emerson Fittipaldi | 27 anos, 9 meses e 24 dias  | 1974       |
| 31 | Max Verstappen     | 27 anos, 1 mês e 24 dias    | 2024       |
| 32 | Jacques Villeneuve | 26 anos, 6 meses e 17 dias  | 1997       |
| 33 | Sebastian Vettel   | 26 anos, 3 meses e 24 dias  | 2013       |
| 34 | Fernando Alonso    | 25 anos, 2 meses e 23 dias  | 2006       |